# Gluviopsis balfouri
Espèce
Synonymes
- Paracleobis balfouri Pocock, 1895

Gluviopsis balfouri est une espèce de solifuges de la famille des Daesiidae.

## Distribution
Cette espèce est endémique de Socotra au Yémen.

## Description
La femelle décrite par Roewer en 1933 mesure 13 mm.

## Publication originale
- Pocock, 1895 : Notes on some of the Solifugae contained in the collection of the British Museum, with descriptions of new species. Annals and Magazine of Natural History, sér. 6, vol. 16, p. 74–98 (texte intégral).